# Redmond, Washington
Redmond är en stad (city) i King County i delstaten Washington i USA. Staden hade 73 256 invånare, på en yta av 44,64 km² (2020). Den ligger i Seattles storstadsområde. I Redmond ligger Microsoft och Nintendo of Americas huvudkontor.

## Historia
Platsen hade varit bebodd av ursprungsamerikaner i 3 000 år, när de första vita bosättarna anlände 1870. Staden fick sitt namn efter Luke McRedmond som var en av de första bosättarna. Inledningsvis kallades Redmond dock för Salmonberg och Melrose innan det nuvarande namnet antogs 1883.